# 석진이
석진이(1989년 10월 3일 ~ )는 대한민국의 전 배우이며 현재는 쇼핑호스트 다. 고등학생 때 대구 '젊은 연극제'에서 독백으로 상을 받기도 했고 현재는 현대홈쇼핑 쇼호스트로 근무하다가 신세계라이브쇼핑에서 쇼핑호스트로 근무중이다.
한편, 2009년 3월 SBS 공채 11기 탤런트로 데뷔했으나 《오픈드라마 남과 여》폐지 후 SBS의 정규 단막극 편성이 전무해진 터라 본인(석진이) 등 SBS 공채 11기 탤런트로 데뷔하자마자 스타덤에 오른 사람은 없었다.
게다가, 진예솔 김성오 등 본인(석진이)의 SBS 공채 탤런트 11기 출신이 대부분의 공채 탤런트들과  마찬가지로 과거 TV 연속극에 고정출연했었다.

## 학력
- 동국대학교 연극학부 연기전공

## 연기 활동

### 드라마
| 연도 | 방송사 | 제목                      | 배역   | 비고 |
| ---- | ------ | ------------------------- | ------ | ---- |
| 2009 | SBS    | 드림                      | 윤주   |      |
| 2009 | SBS    | 크리스마스에 눈이 올까요? | 이진경 |      |
| 2010 | SBS    | 제중원                    | 스즈키 |      |
| 2012 | SBS    | 맛있는 인생               | 김희수 |      |